# Campeonato Mundial de Natação em Piscina Curta de 2016 - 4x200 m livre feminino
A prova dos 4x200 metros livre feminino do  Campeonato Mundial de Natação em Piscina Curta de 2016 foi disputado no dia 10 de dezembro no Centro WFCU em Windsor, Canadá.

## Recordes
Antes desta competição, os recordes mundiais e do campeonato nesta prova eram os seguintes:
|                       | Nome | Nacionalidade | Tempo   | Local | Data                  |
| --------------------- | --- | ------------- | ------- | ----- | --------------------- |
| Recorde mundial       | Inge Dekker (1:54,73) Femke Heemskerk (1:51,22) Ranomi Kromowidjojo (1:54,17) Sharon van Rouwendaal (1:52,73) | Países Baixos | 7:32.85 | Doha  | 3 de dezembro de 2014 |
| Recorde do campeonato | Inge Dekker (1:54,73) Femke Heemskerk (1:51,22) Ranomi Kromowidjojo (1:54,17) Sharon van Rouwendaal (1:52,73) | Países Baixos | 7:32.85 | Doha  | 3 de dezembro de 2014 |

## Medalhistas
| Ouro                                                                                    | Prata                                                                                        | Bronze                                                                                               |
| Canadá · Katerine Savard · Taylor Ruck · Kennedy Goss · Penny Oleksiak · Alexia Zevnik* | Estados Unidos · Leah Smith · Mallory Comerford · Sarah Gibson · Madisyn Cox · Katie Drabot* | Rússia · Daria Mullakaeva · Daria Ustinova · Arina Openysheva · Veronika Popova · Irina Krivonogova* |

*Participaram apenas das eliminatórias, mas também receberam medalhas.

## Resultados

### Eliminatórias
As eliminatórias ocorreram dia 10 de dezembro. 10  nacionalidades participaram da competição. 
| Colocação | Raia | Nacionalidade  | Nome | Tempo   | Notas |
| --------- | ---- | -------------- | --- | ------- | ----- |
| 1.        | 8    | Estados Unidos | Mallory Comerford (1:54,63) Sarah Gibson (1:55,46) Katie Drabot (1:56,18) Leah Smith (1:54,98)                | 7:41,25 | Q     |
| 2.        | 3    | China          | Zhang Yuhan (1:57,06) Ai Yanhan (1:56,65) Dong Jie (1:56,44) Shen Duo (1:56,10)                               | 7:46,25 | Q     |
| 3.        | 7    | Canadá         | Kennedy Goss (1:55,97) Alexia Zevnik (1:55,87) Taylor Ruck (1:56,79) Penny Oleksiak (1:57,70)                 | 7:46,33 | Q     |
| 4.        | 2    | Rússia         | Daria Mułłakajewa (1:56,83) Irina Kriwonogowa (1:57,97) Darja Ustinowa (1:54,92) Arina Opionyszewa (1:56,67)  | 7:46,39 | Q     |
| 5.        | 0    | Japão          | Tomomi Aoki (1:56,14) Chihiro Igarashi (1:56,00) Yui Yamane (1:58,32) Aya Takano (1:57,01)                    | 7:47,47 | Q     |
| 6.        | 9    | Austrália      | Carla Buchanan (1:57,00) Jemma Schlicht (1:57,95) Ariarne Titmus (1:56,71) Kiah Melverton (1:56,95)           | 7:48,61 | Q     |
| 7.        | 5    | Alemanha       | Annika Bruhn (1:56,94) Marlene Huther (1:57,65) Reva Foos (1:56,18) Celine Rieder (1:59,90)                   | 7:50,67 | Q     |
| 8.        | 4    | Dinamarca      | Signe Bro (1:57,11) Sarah Bro (1:59,37) Mie Nielsen (1:55,89) Maj Howardsen (1:59,39)                         | 7:51,76 | Q     |
| 9.        | 1    | Chéquia        | Barbora Seemanová (1:58,63) Simona Baumrtová (1:57,33) Barbora Závadová (1:58,15) Martina Elhenická (1:58,78) | 7:52,89 |       |
| 10.       | 6    | Macau          | Tan Chi Yan (2:07,03) Lei On Kei (2:10,06) Choi Weng Tong (2:13,81) Long Chi Wai (2:11,10)                    | 8:42,00 |       |

### Final
A final teve sua disputa realizada em 10 de dezembro. 
| Colocação         | Raia | Nome           | Nacionalidade                                                                                               | Tempo   | Notas              |
| ----------------- | ---- | -------------- | --- | ------- | ------------------ |
| Medalha de ouro   | 3    | Canadá         | Katerine Savard (1:55,53) Taylor Ruck (1:51,69) Kennedy Goss (1:54,62) Penny Oleksiak (1:52,05)             | 7:33,89 | Recorde da América |
| Medalha de prata  | 4    | Estados Unidos | Leah Smith (1:54,87) Mallory Comerford (1:53,32) Sarah Gibson (1:55,43) Madisyn Cox (1:55,03)               | 7:38,65 |                    |
| Medalha de bronze | 6    | Rússia         | Daria Mułłakajewa (1:57,53) Darja Ustinowa (1:55,13) Arina Opionyszewa (1:54,83) Wieronika Popowa (1:52,44) | 7:39,93 |                    |
| 4.                | 7    | Austrália      | Brittany Elmslie (1:54,83) Carla Buchanan (1:54,65) Ariarne Titmus (1:55,14) Kiah Melverton (1:55,38)       | 7:40,00 |                    |
| 5.                | 2    | Japão          | Tomomi Aoki (1:56,49) Chihiro Igarashi (1:54,93) Aya Takano (1:56,73) Rikako Ikee (1:53,82)                 | 7:41,97 |                    |
| 6.                | 5    | China          | Zhang Yuhan (1:56,50) Ai Yanhan (1:55,77) Dong Jie (1:56,53) Shen Duo (1:53,29)                             | 7:42,09 |                    |
| 7.                | 1    | Alemanha       | Annika Bruhn (1:56,79) Reva Foos (1:55,17) Marlene Huther (1:57,14) Celine Rieder (1:59,12)                 | 7:48,22 |                    |
| 8.                | 8    | Dinamarca      | Signe Bro (1:57,10) Mie Nielsen (1:55,15) Sarah Bro (1:58,37) Maj Howardsen (1:59,33)                       | 7:49,95 |                    |

Legenda
| Recorde mundial       | Recorde mundial (World record)               |                       | Recorde africano                      | Recorde africano (African) |                                           | Q | Classificado por posição (Qualified) |
| Recorde do campeonato | Recorde do campeonato (Championship record)  | Recorde da América    | Recorde da América (Americas)         | q                          | Classificado por melhor tempo (Qualified) |   |                                      |
| Melhor marca do ano   | Melhor marca do ano (World leading)          | Recorde asiático      | Recorde asiático (Asian)              | DNS                        | Não largou (Did not start)                |   |                                      |
| Recorde nacional      | Recorde nacional (National record)           | Recorde europeu       | Recorde europeu (European)            | DNF                        | Não terminou (Did not finish)             |   |                                      |
| Recorde pessoal       | Recorde pessoal do atleta (Personal best)    | Recorde da Oceania    | Recorde da Oceania (Oceania)          | DSQ / DQ                   | Desclassificado (Disqualified)            |   |                                      |
| Recorde da temporada  | Recorde da temporada do atleta (Season best) | Recorde sul-americano | Recorde sul-americano (South America) | NM                         | Sem marca (No mark)                       |   |                                      |